# Лапоминка
Лапоминка (рос. Лапоминка) — присілок в Приморському районі Архангельської області Російської Федерації.
Населення становить 41 особу. Входить до складу муніципального утворення Талазьке поселення.

## Історія
Від 2004 року входить до складу муніципального утворення Талазьке поселення.

## Населення
| 2002 | 2010 | 2012 |
| ---- | ---- | ---- |
| 22   | ↘20  | ↗41  |